# 海河路街道
海河路街道，是中华人民共和国河南省鹤壁市淇滨区下辖的一个乡镇级行政单位。

## 行政区划
海河路街道下辖以下地区：
八角社区、福临社区、鹤鸣社区和隆源社区。